# SHI-NO -シノ-
『SHI-NO -シノ-』は、上月雨音・著、東条さかな・画による日本のライトノベル。富士見ミステリー文庫より全10巻が刊行された。2007年6月から2008年4月迄『ドラゴンエイジピュア』（富士見書房）にて漫画版が連載された。第5回富士見ヤングミステリー大賞の最終候補作品。

## 概要
猟奇事件を中心に小学生の少女、支倉志乃が事件解決のために危険に飛び込もうとするミステリー小説。挿絵では志乃達が可愛らしく書かれているが、事件の内容は凄惨なものや、人間の精神の闇に深く入り込んだものなどが多い。物語優先思考の話も存在し、推理物としての態をなさない物もある。基本は一人称形態で進んでいくが、志乃の保護者役で本作の語り部でもある「僕」がいない部分では他の人物が語る場合や、三人称形式でつづられていたりする事もある。

## ストーリー
支倉志乃ちゃんは、事件へと強くひきつけられてしまう性質がある。集団自殺、最近ニュースで話題の事件、全てが交わった事件。その危ない事件の謎に近づき答えを出す。そんな志乃ちゃんと「僕」の純愛系ミステリー。

## 登場人物

### 主要な登場人物
僕
主人公。大阪市内のごくごく平凡な大学に通う一回生、中学卒業前に親の転勤で九州に引っ越し大学進学を機に4年ぶりに単身大阪に舞い戻ってきた、志乃ちゃんとは幼馴染で兄妹のような関係。貧乏性。全編を通して本名は登場しない。作中では1度だけ、「鴻池キララが知人に紹介する」と言う形で名前が出されたが、その部分は読者には伏せられた。因みに大学に関する詳細な記述から彼は大阪経済大学に通っている可能性が高いとされている。
支倉 志乃（はせくら しの）
ヒロイン。某超有名私立大学の付属小学校に通う5年生。
長い黒髪と黒目勝ちの瞳で対照的な白い肌が特徴手のお人形さんみたいな少女。猟奇的な事件や怪事件にだけ異常な興味を示し、一般人には理解できないものを理解し、受け入れられないものを受け入れる存在。1人で危ない事件の謎に近づいていく。グリーンピースが大嫌い。6月2日生まれ。
他人に全く興味を示さず、クラスメイトや担任の名前すら覚えようとはしない。だが「僕」には懐いており、「僕」の言う事には素直に従う。「僕」を危険な目に合せることを激しく嫌い、いつも思いつきで「僕」を振り回し、危険な目に合せようとする鴻池キララをあまり快く思っていない。
鴻池 キララ（こうのいけ キララ）
「僕」の先輩で四回生。小柄で猫みたいな印象の女性。実家は高名な武術家の家柄で小さいころは病気がちだったが、現在は（有り余るほど）元気になって子どものころからの夢である刑事になる事を目標にしている。実家の道場に警察の人が多数門弟にいるため、そこからいくつかの事件に関する情報を手に入れて、「僕」や志乃ちゃんを毎回事件に巻き込む。クロスの素性も同様の経路で入手した模様。10月21日生まれ。
クロス
名前はハンドルネームで、本名は来栖 太一（くるす たいち）。登場人物の中で本名を知っているのは鴻池キララだけで、デッドエンドコンプレックスの事件の時に志乃に興味を持ち、以後志乃に、時折情報を提供している少年。知的好奇心だけで動いているので責任感などはあまり無いが、志乃にたいしてはかなり入れ込んでいる（と言うか一方的な片想い状態）。パソコンに詳しいがADSLに回線を変更したのは半年ほど前。
もともと一度だけ登場のゲスト扱いだったが、イラストを担当する東条さかなのお気に入りであったため、準レギュラー扱いになった。
涼風 真白（すずかぜ ましろ）
長い銀髪と銀色の瞳を持った中学生の少女。「僕」が中学2年生の時まで通っていた市立中学校に通っている。小学生の時に誘拐された事があり、犯人が目の前で殺されるという光景を目撃している。両親は遺伝子研究の第一人者で、よくテレビなどに出演していたが、娘の誘拐事件を機に全くメディアに出演しなくなった。
様々な事件に係わっている。

### 『黒き魂の少女』の登場人物
市井垣 忍（しいがき しのぶ）
インターネットで自身を永遠の存在に昇華しようとして「Dead End Complex」という自殺サイトを開設した人物。彼の思想は後に多くの自殺志願者に引き継がれていく。
戸宮 篤（とみや あつし）
「僕」と同じ大学、同じ語学クラスに在籍する友人。実は小学校、中学校時代も「僕」の悪友だった。
吸血鬼
本名は不明。男性。女性を誘拐し、首筋から血を抜き取って死体を捨てるという猟奇殺人事件の犯人。かつてクラスメイトたちに「吸血鬼」というあだ名でからかわれ続けたことが犯行の動機。殺害の際には先端を尖らせた細い鉄パイプを二本首筋に刺すことで血を抜き取っていた。
3人の女性を殺害した後、電車内で志乃に遭遇し、自身の「吸血衝動」の異常さを思い知らされると警察に出頭し、逮捕された。

### 『アリスの子守唄』の登場人物
三澤 鼎（みさわ かなえ）
進学校として有名な私立小学校に通っている小学生の少女で志乃のクラスメイト。鴻池キララとは知り合いで、一時期彼女に週1回の家庭教師をしてもらっていたことがあり、現在もメールでのやり取りを続けている。彼女が通う学校にだけ伝わる怪談「惨殺アリス」に対して大きな不安を抱いて悪夢を見るという悩みを、キララに相談したことから、その内容は「僕」や志乃の知るところとなった。
宮前 加奈（みやまえ かな）
志乃たちの通う学校のかつての生徒で、怪談「惨殺アリス」のネタになったアリス人形の持ち主。木下浩二殺人事件の直後に転校し、転校先の学校で問題行動を起こしており、現在は精神病院に入院している。その際の発言に「アリスが追いかけてくる」というものがあったことを、クロスが調べて志乃に伝えている。
木下 浩二（きのした こうじ）
宮前加奈が通っていた当時の体育教師。当時32歳。学校で起こった密室猟奇殺人事件の被害者である。彼が死亡していた体育倉庫の近くから人形サイズの赤い靴が発見されたことから「惨殺アリス」の元ネタであるとされる。
高屋敷 瑠華（たかやしき るか）
支倉志乃、三澤鼎の担任をしている教師で、鴻池キララの幼馴染。背が高く「僕」よりも長身で、推定身長は170センチ強。髪型は基本的にポニーテール。口調が少々高圧的で教師らしからぬ態度をとることもあるが、見るものが不愉快に感じることはない。キララが彼女を姉のようなものだと評した時、お前の姉なんて頼まれたって御免だ、と公言している。
深山 霧（みやま きり）
瑠華の同僚教師で猟奇殺人事件で殺害された木下の婚約者。現在は生活指導の担当をしている。

### 『天使と悪魔』の登場人物
大垣 六郎（おおがき ろくろう）
涼風真白の兄のような存在だった男。幼い頃から正義の味方という存在に憧れていた。真白の誘拐事件をきっかけに、彼女のための正義の味方になろうとする。
飯村 聡史（いいむら さとし）
涼風真白誘拐事件の犯人の1人で連続殺人事件の3番目の犠牲者。

### 『愛の証明』の登場人物
高柳 美咲（たかやなぎ みさき）
警視庁公安部に所属する女性警官。身長が高く、真面目モードの時は冷徹な表情を浮かべているが実際は超のつくドジっ娘。キララ曰く「面白い生き物（オモロいイキモン）」。

### 『呪いは五つの穴にある』の登場人物
藤堂 修造（とうどう しゅうぞう）
パソコンの周辺機器メーカーの大手である「株式会社E-PON」の創業者であり、元会長。趣味のアンティーク蒐集に専念する為、会長職を辞職し悠々自適な老後を過ごしていたが、全身を切り刻まれた姿で発見された。享年72。
藤堂 真奈美（とうどう まなみ）
藤堂修造の妻。修造の蒐集したアンティークコレクションのメンテナンスや裁縫、編み物、ガーデニングを趣味としている。子供を産めない体の為、子供はいない。
桜坂 夾（さくらざか きょう）
銃で撃たれた「僕」の執刀を担当した医者。40代だが僕より10センチ近く高い身長と引き締まった体を持ち、無精髭が似合うナイスミドルだが、性格は子供っぽく美少女に囲まれた入院生活をしている「僕」に嫉妬を込めたチョッカイをかけてくる。外科医としての腕は優秀である。
花王院 未亜（かおういん みあ）
「僕」の入院していた病院の看護師。Fカップの豊満ボディだが、極太の注射器と中国拳法で規律を守らない入院患者に鉄拳制裁を加える。いつも足音を立てることなく近づいてくるため志乃ですらその登場に唖然とすることが多い。BL好き。
驫木 信二（とどろき しんじ）
故人。12年前の銀行強盗犯。金銭や政治的な要求は特に行なわず銀行に立て籠もった。特定のテレビ局のアナウンサーとカメラマンを名指しで指名し、カメラの前で「神」や「運命」といった内容の哲学的な演説を行ない、その演説は誰にも理解されず「異常者」と認識された。最期は自らの首にナイフを刺して自殺したが、テレビ局が隠し撮りをしていた為、その模様がリアルタイムで全国に放送されてしまう。
事件の後、妻が出産の際の感染症と合併症で亡くなっている事と産まれた娘が重度の心臓病を患っており、海外での心臓移植でなければ助からないといった報道がなされた途端に「殉教者」として世間から好意的に扱われた。
驫木 霧（とどろき きり）
28歳。驫木信二の娘であり、先天性の心臓病で産まれた時から病に苦しんでいた。父親の事件の後、「悲劇のヒロイン」として扱われ、NPO団体の尽力により移植手術に必要な費用が集まった為、心臓移植の手術を受ける為に渡航した。
6年前に手術を成功させ帰国し、高校時代の文芸部の仲間と共に神戸市内で古書店を経営している。
榛原 和人（はいばら かずひと）/ 佐久間 幸弘（さくま ゆきひろ）/ 美坂 紫（みさか ゆかり）/ 高部 美由紀（たかべ みゆき）/ 栄崎 楽斗（えいざき がくと）
驫木霧の経営する古書店の共同経営者兼出資者。高校時代に驫木霧と同じ高校の文芸部に所属していた。いずれも別に仕事を持っており、古書店の経営は趣味である。

### 『支倉志乃の敗北』の登場人物
九瑠夜 明日（くるや あす）
本名は栢山右（かやまゆう）という80歳の老人男性。名古屋出身の画家で、人呼んで「赤の魔術師」。
宮村 かなめ（みやむら かなめ）
栢山家で働くメイド。メイド服を着ているが、服装は趣味であり採用面接の際に既に着用して面接を受けていた。何でもこなせる優秀なメイドである。
野村 信二（のむら しんじ）
中堅消費者金融業者「ミソノ」の営業部長。市民会館で開催された「九瑠夜明日展」の担当者。
栢山 ヒカル（かやま ヒカル）
九瑠夜明日の孫であり、2代目九瑠夜明日を襲名する為、祖父に付いて絵画の勉強をしている少年。本文中では具体的な年齢には触れてはいないが、志乃より年下であり、志乃のことは「お姉さん」と呼んでいる。
谷傘 陸雄（たにがさ りくお）
九瑠夜明日の一番弟子。

### 『夢の最果て』の登場人物
富樫 虎之助（とがし とらのすけ）
鴻池キララの祖父がやっている剣道場の門下生で現職の警官。キララの事を妹のように可愛がっており、過保護に接してきた結果、現在キララの尻に敷かれている。
氷上 花緒（ひかみ はなお）
ホテルのパーティ会場のトイレで射殺された女性。享年36。ゴシップ週刊誌の記者をしており、ベルトの裏に「もし私が殺されたとしたら犯人は夢路ハナ」と書かれたメモを残していた。

### 『空色の未来図』の登場人物
大薙 詩葉（おおなぎ うたは）
僕の高校時代のクラスメイト。高校2年の時にクラスメイトになった「僕」と仲良くなり、周囲からは「僕」と付き合っていると思われていた。
旧家の生まれであり、ヤクザの親分をしている許婚がいる。
高校在学中に入籍し、辰巳家に嫁入りしたが、入籍後すぐに自殺した。
本人曰く、予知能力がある。
富山 雄一郎（とやま ゆういちろう）
「僕」が九州で暮らしていた時の親友。独特なファッションセンスの持ち主。
詩葉やことりとは幼馴染であり、家族同然に育ってきた為、詩葉やことりから「家族」として扱われている。
志村 ことり（しむら ことり）
詩葉の実の妹。元々人嫌いの上に詩葉の自殺をきっかけに壊れてしまい荒れた生活を送り、大薙家の遠縁にあたる志村家に養子に出される。
荒んだ生活をしていた時に知り合ったダーリンと「できちゃった結婚」を果たす。
大薙 琴恵（おおなぎ ことえ）
詩葉とことりの実の母。
辰巳 庵（たつみ いおり）
竜宮会の先代会長、辰巳信吾朗の長男で現会長であり、詩葉の婚約者。以前、別の女性と結婚していたが死別しており、詩葉と結婚後に詩葉に自殺され悲しみに暮れる。

### アパートの住人たち
矢走 歌瑠麻（やばしり かるま）
「僕」と同じアパートの1階に住んでいる年齢不詳のお姉さん。左目だけ赤いカラーコンタクトをしていて、ボサボサの頭の右半分を青色に染めるという摩訶不思議な格好をしている。性格はその風貌とは正反対で非常に穏健で間延びした口調で話す。
周三爺ちゃん（しゅうぞうじいちゃん）
「僕」と同じアパートの1階に住む老人。87歳にしてちょっぴりボケ気味。

## ラジオドラマ
「富士見ティーンエイジファンクラブ」内にて「SHI-NO・楽園」のタイトルで2006年12月から放送された（全4回）。キャストは以下の通りである。
- 僕：水島大宙
- 支倉志乃：沢城みゆき
- 北村舞子：清水愛
- 北村舞子の兄：鈴木達央

## 漫画
『ドラゴンエイジピュア』Vol.5 - Vol.10にて連載された。作画担当は小説の挿絵と同じ東条さかな。本編と異なり事件に関わる事はなく、登場人物の日常を描いている。

## 書誌情報

### 小説既刊一覧
富士見ミステリー文庫刊（富士見書房発行） 全10巻完結
| サブタイトル | サブタイトル         | 初版発行日     | 初版発売日     | ISBN              |
| ------------ | -------------------- | -------------- | -------------- | ----------------- |
| 1            | 黒き魂の少女         | 2006年2月15日  | 2006年2月10日  | 4-8291-6342-9     |
| 2            | アリスの子守唄       | 2006年5月15日  | 2006年5月10日  | 4-8291-6353-4     |
| 3            | 天使と悪魔           | 2006年9月15日  | 2006年9月9日   | 4-8291-6366-6     |
| 4            | 愛の証明             | 2006年12月15日 | 2006年12月9日  | 4-8291-6379-8     |
| 5            | 呪いは五つの穴にある | 2007年6月15日  | 2007年6月9日   | 978-4-8291-6391-7 |
| 6            | 支倉志乃の敗北       | 2007年11月15日 | 2007年11月10日 | 978-4-8291-6403-7 |
| 7            | 夢の最果て           | 2008年3月15日  | 2008年3月8日   | 978-4-8291-6409-9 |
| 8            | 空色の未来図         | 2008年7月25日  | 2008年7月19日  | 978-4-8291-6410-5 |
| 9            | 過去からの招待状     | 2008年12月25日 | 2008年12月20日 | 978-4-8291-6413-6 |
| 10           | 君の笑顔             | 2009年3月25日  | 2009年3月19日  | 978-4-8291-6415-0 |

### 短編一覧
| サブタイトル | サブタイトル              | 掲載誌名                                | 発売日         | 備考         |
| ------------ | ------------------------- | --------------------------------------- | -------------- | ------------ |
| 1            | 楽園 -family-             | ファンタジア・バトルロイヤル 2006年春号 | 2006年4月15日  | 単行本未収録 |
| 2            | 箱庭 -She's in box?-      | ファンタジア・バトルロイヤル 2006年秋号 | 2006年10月14日 | 単行本未収録 |
| 3            | 幽霊 -GHOST-              | ドラゴンマガジン 2008年1月号            | 2007年11月30日 | 単行本未収録 |
| 4            | 探偵 -it's my life/works- | ドラゴンマガジン 2008年9月号            | 2008年7月19日  | 単行本未収録 |

### 漫画既刊一覧
- 東条さかな『SHI-NO -シノ-』 富士見書房 《角川コミックス ドラゴンJr.》、全1巻
  1. 2008年8月9日初版発行（同日発売） ISBN 978-4-04-712560-5